# 카란시르

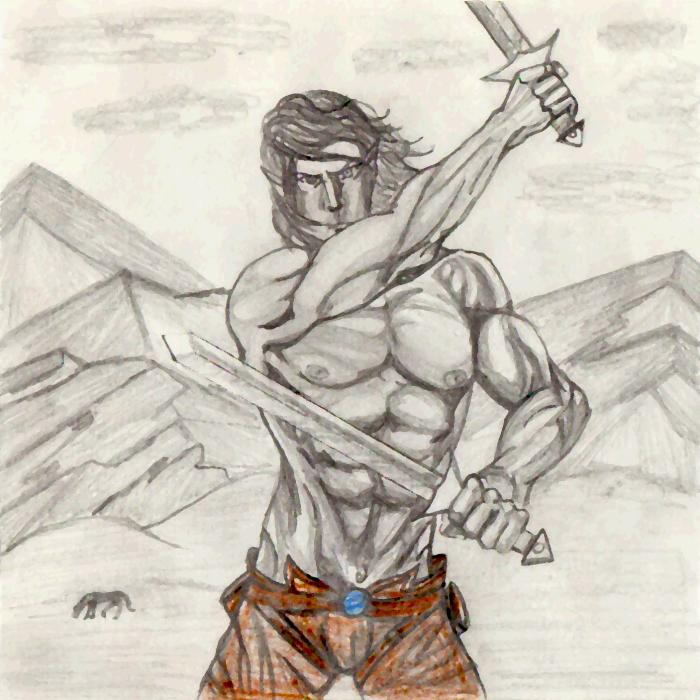

카란시르(Caranthir the dark)는 페아노르의 사남으로 발리노르 출신의 놀도르 왕족이다. 그는 다른 형제들과 마찬가지로 페아노르의 맹세를 하고 가운데땅에 온 요정 중 하나였다.
카란시르에 대하여 알려진 바는 성격이 형제 중에서 가장 거칠고 벨레리안드 동부에 위치한 그의 영토 사르겔리온을 다스린 일과 동족살해에 참여했던 사건 정도로 모르고스와의 대립에서 크게 두각을 나타내지 않았다.
다만, 성격의 문제로 영토 문제를 해결하던 중 순혈 놀도르의 혈통을 언급하며 핑골핀과 피나르핀의 혈통을 문제를 일으키는 내부적인 갈등을 유발하였다. 벨레리안드에서 활동한 시기에는 난쟁이에 대한 경멸에도 불구하고 서로
중계 무역으로 크게 번성했고 나중에 등장하는 할레스 가문이 파멸 직전에 이르는 것을 군대를 직접 이끌고 구원하여 인간에게 도움을 주는 행동을 취했다. 요정과 모르고스 간의 전쟁이 니르나에스 아르노에디아드를 통해 역전 되는 사건에서
이것은 결국 카란시르의 휘하 동부인들의 배신에 의한 것이었으므로 요정의 간접적인 패배에 일부 기여했다. 실마릴 회수의 불가능이 현실로 다가오자 제 2차 동족살해에 직접 가담하던 중 다른 형제 켈레고름, 쿠루핀과 함께 전사한다.